# Maybach Exelero
A Maybach Exelero egy kétajtós luxuskupé-prototípus volt, amelyet a Stola nevű cég készített 2005 májusában, a DaimlerChrysler céggel együttműködésben.
Az autó méretei hatalmasak: hossza közel 6 méter, tömege meghaladja a két és fél tonnát. Az autó nagy méreteiből adódóan mozgatásához hasonlóan nagy méretű motorra van szükség: az erőforrás egy ikerturbófeltöltős V12-es, mely a Mercedes S 600-ból lett átemelve, és a Maybach 57 S szívét is alkotja. A motor 700 LE teljesítmény leadására képes, mellyel az Exelero 350 km/h körüli végsebességet tud elérni.
A prototípust felhasználták a Cobra 11 című német akciósorozat egyik epizódjában is. Az autót ellopják, majd az epizód végén Tom és Semir egymással küzd a kulcs visszaszerzéséért. Az autó ezen kívül szerepelt még a rapper Jay-Z Lost One című videóklipjében is. Egy amerikai rapper, Birdman 2011-ben megvásárolta 8 millió amerikai dollárért, de később eladta a gépkocsit.